# Saint-Pierre-des-Corps

Saint-Pierre-des-Corps este o comună în departamentul Indre-et-Loire, Franța. În 1 ianuarie 2022 avea o populație de 15.698 de locuitori.